# Martinus Gosia
Martinus Gosia, né vers 1100 à Bologne ou Crémone, mort en 1166 ou 1167 à Bologne, est un juriste italien, professeur de droit à Bologne, illustre représentant de l'école des « glossateurs ». Sa profonde connaissance du droit le fit surnommer Copia legum.

## Carrière
Il est l'un des « quatre docteurs » de Bologne, supposés avoir été les disciples directs d'Irnerius, fondateur de la première école de droit de Bologne vers 1085. Les autres sont Bulgarus, Jacobus de Boragine et Hugo de Porta Ravennate. Il commença son activité d'enseignement vers 1125, étant aussi, comme ses collègues, avocat et conseil juridique. Le rôle des « quatre docteurs » fut notamment important auprès de l'empereur Frédéric Barberousse : celui-ci rencontra les doctores et les discipuli bolonais pendant son premier voyage en Italie, en mai 1155, et surtout ce sont les juristes de Bologne, réunis en commission (avec vingt-huit représentants des cités lombardes), qui rédigèrent la constitution impériale adoptée dans la diète de Roncaglia (constitution De regalibus, 11 novembre 1158). Cette législation, inspirée du Corpus juris civilis de l'empereur Justinien, base de l'enseignement des écoles de Bologne, consacrait l'empereur germanique comme l'héritier de la plenitudo potestatis des empereurs romains, ce qui suscita des réactions très négatives dans de nombreuses cités italiennes. Cependant, la ville de Bologne elle-même était alors du parti de l'empereur (et n'adhéra à la Ligue lombarde qu'à l'automne 1167). C'est en 1155 ou 1158 que Frédéric Barberousse, répondant à une pétition des maîtres et étudiants bolonais, promulgua l'authentica « Habita », charte de protection et texte fondateur pour l'Université de Bologne et ensuite toutes les universités européennes.
Dans l'histoire de l'école des « glossateurs » de Bologne, l'opposition entre Martinus Gosia et son collègue Bulgarus est restée célèbre. Martinus se référait non seulement au droit romain, mais aussi au droit canonique, voire au droit germanique, et préconisait des solutions juridiques conformes à la notion souple d'équité ; Bulgarus défendait l'exclusivité du droit romain, raison d'être des écoles de Bologne, et l'application stricte des règles écrites. Martinus pensait, comme les canonistes, que le « droit naturel » (l'une des trois subdivisions du droit, avec le droit des gens et le droit civil) se confondait avec les prescriptions bibliques, alors que Bulgarus, tenant plus exclusif d'un corpus juridique d'origine essentiellement païenne, soutenait que droit naturel et prescriptions bibliques, bien qu'ayant des points de contact, ne se confondaient pas. Cela étant, le clivage entre les deux écoles n'est pas toujours très clair dans les polémiques postérieures. Par la suite, ce sont les partisans de Bulgarus qui dominèrent l'Université de Bologne, mais les gosiani (dont Placentin, qui alla fonder une école à Montpellier vers 1170) eurent de l'influence notamment en France. Les tombeaux de Martinus et Bulgarus sont placés face-à-face dans l'église Saint-Procule.
Martinus est l'auteur du texte le plus ample qui soit resté des « quatre docteurs », la monographie De jure dotium, sur le droit des dots. Sinon restent ses gloses sur les différentes parties du Corpus juris civilis. L'Apparatus Institutionum est un recueil de ses gloses sur les Institutes.